# Muʾnisa al-Maʾmūniyya
Muʾnisa al-Maʾmūniyya (gest. im 9. Jahrhundert) war eine byzantinische Sklavin und Konkubine des siebten Abbasiden-Kalifen al-Ma'mun (786–833, reg. 813–833). Sie gehörte zum inneren Zirkel des Kalifen und übte starken Einfluss auf seinen Wesir Ahmad ibn Yusuf aus.
Der irakisch-abbasidische Geschichtsschreiber Ibn al-Sa‘i (1197–1276) erwähnte sie in seinem Werk Die Frauen der Kalifen.